# Nelly Mann

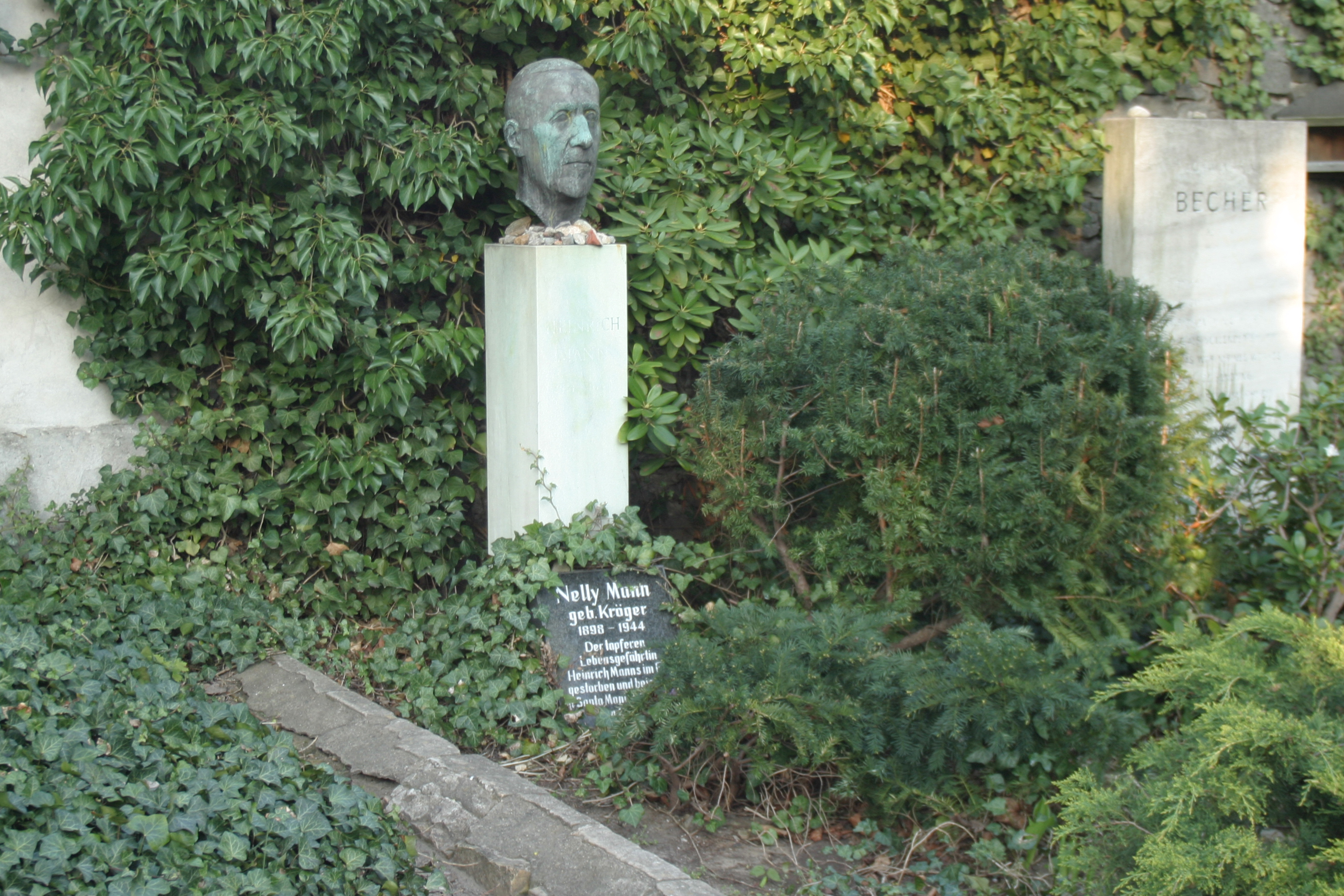
Grab Heinrich Manns mit Gedenktafel für seine Frau Nelly auf dem Dorotheenstädtischen Friedhof in Berlin

Nelly Mann (geb. Emmy Johanna Westphal, auch Nelly Kröger; * 15. Februar 1898 in Ahrensbök; † 17. Dezember 1944 in Los Angeles) war die zweite Ehefrau des Schriftstellers Heinrich Mann.

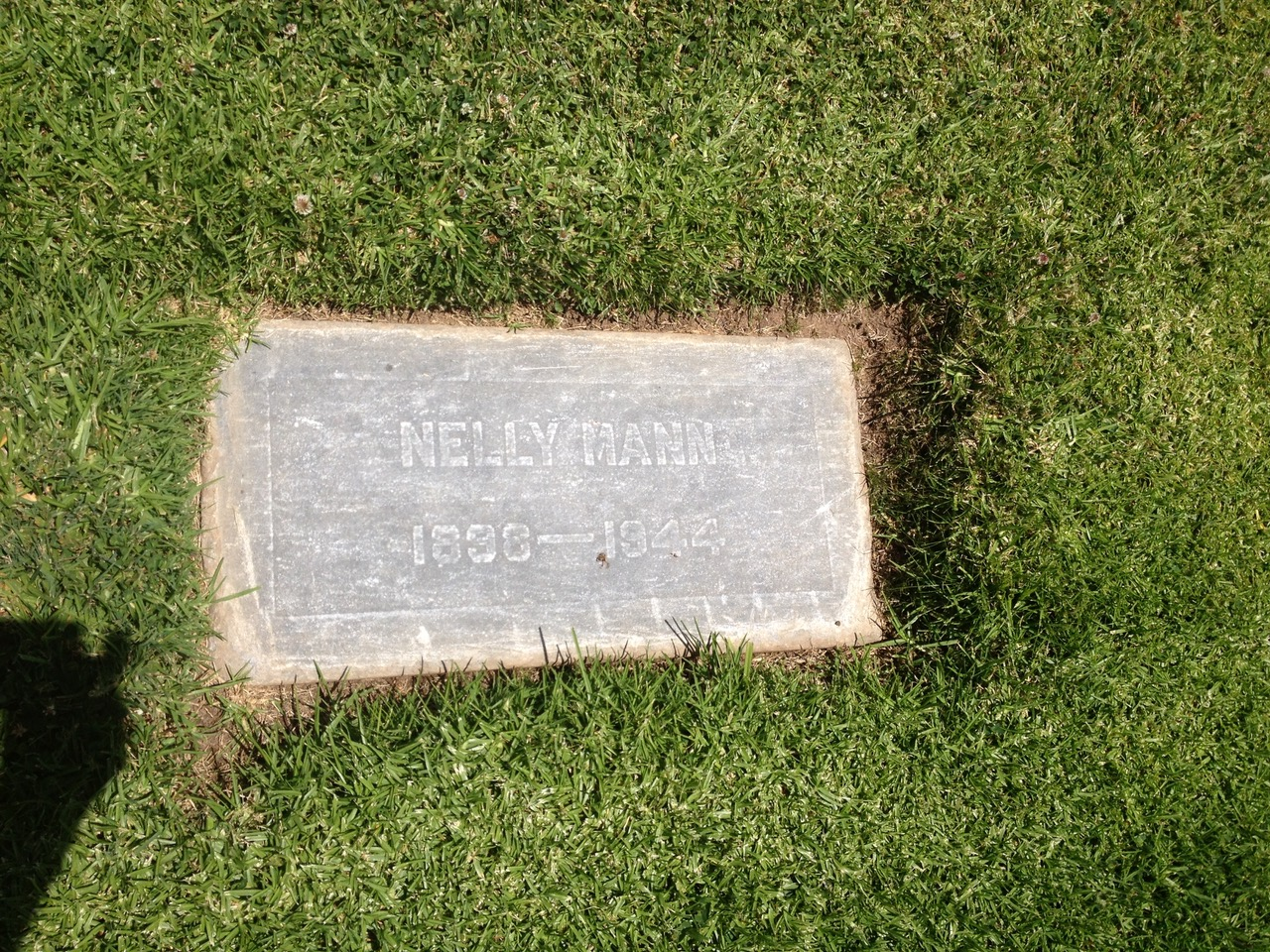
Grabstein von Nelly Mann, Woodlawn Cemetery Santa Monica

Geboren als Tochter einer Dienstmagd, wuchs sie in dem Fischerort Niendorf an der Ostsee auf. In den 1920er Jahren verdiente sie ihren Unterhalt als Barfrau in Berlin und lernte dort 1929 den 27 Jahre älteren Schriftsteller Heinrich Mann kennen. Sie wurden ein Paar, traten aber in der Öffentlichkeit zunächst nicht gemeinsam auf. Da Heinrich Mann als Gegner der Nationalsozialisten im Februar 1933 Deutschland verließ, um drohender Verhaftung zu entgehen, folgte Nelly ihm wenige Monate später ins Exil nach Südfrankreich. Sie lebte mit dem Schriftsteller sieben Jahre in Nizza, wo sie am 9. September 1939 standesamtlich heirateten.
Nach dem Einmarsch der deutschen Wehrmacht in Frankreich mussten sie 1940 erneut fliehen. Mit Hilfe der amerikanischen Hilfsorganisation Emergency Rescue Committee gelang es ihnen, im Oktober 1940 über die Pyrenäen nach Spanien und über Lissabon in die USA zu entkommen. Sie wohnten in Los Angeles, in der Nähe von Heinrich Manns Bruder Thomas Mann, der bereits seit 1938 als erfolgreicher Schriftsteller in Amerika lebte. Die materielle Abhängigkeit von ihm wuchs, weil Heinrich Mann mit seiner literarischen Arbeit kaum noch Geld verdienen konnte, denn seine Romane fanden auf dem amerikanischen Buchmarkt keinen Anklang. Nelly trug nach Kräften zum Lebensunterhalt bei und nahm verschiedene Hilfstätigkeiten an. Anerkennung erhielt sie dafür nicht, weder von Thomas Mann und seiner Familie noch von den Mitgliedern der deutschen Exilgemeinde in Los Angeles, die bereits in Frankreich aus ihren Vorbehalten gegen die wenig gebildete, ehemalige Bardame keinen Hehl gemacht hatten.
Nelly Manns Leben wurde durch die soziale Isolation, ihre labile psychische Gesundheit und ihren zunehmenden Alkoholkonsum immer mehr überschattet. Nach vier zermürbenden Jahren in den USA, mehreren Selbstmordversuchen und Krankenhausaufenthalten brachte sie sich Ende 1944 mit einer Überdosis Schlaftabletten um und wurde auf dem kommunalen Friedhof Woodlawn Memorial Cemetery in Santa Monica beerdigt, wo sich bis heute ihr Grab befindet. Nach ihrem Tod entstanden viele Legenden um Nelly Mann, begünstigt durch die Tatsache, dass bis heute nur wenige biographische Daten aus ihrer Kindheit und Jugend bekannt sind. Durch zahlreiche Anekdoten in der Memoiren- und Erinnerungsliteratur aus dem französischen und kalifornischen Exil, besonders aber durch die abwertenden Statements Thomas Manns und seiner Familie verdichtete sich mit der Zeit ein biografisches Bild, wonach Nelly Mann eine ordinäre, alkoholabhängige Lebedame mit anrüchiger Vergangenheit gewesen sei, die durch üppige Weiblichkeit den alternden Schriftsteller an sich gebunden und in den Ruin getrieben habe. Neuere Forschungen allerdings weisen nach, dass viele der bisherigen Annahmen über Nelly Manns Werdegang, ihr Leben in Berlin und ihr Zusammenleben mit Heinrich Mann unzutreffend sind und ihrer Persönlichkeit nicht gerecht werden. In Heinrich Manns Werk finden sich besonders in seinem 1933 erschienenen Roman Ein ernstes Leben Bezüge zu ihrer Person, die aber überwiegend fiktional sind.

## Leben

### Jahre bis 1933
Geboren wurde Nelly Mann 1898 als Emmy Johanna Westphal in Ahrensbök, einem Marktflecken in Norddeutschland nahe Lübeck. Ihre Mutter Bertha Margaretha Elisa Westphal hatte bereits die 1895 unehelich geborene Tochter Elsa Emma. Beide Kinder lebten im Haushalt der Familie Troplowitz, bei der die Mutter als Dienstmagd beschäftigt war. Der Dienstherr Noah Troplowitz gilt als möglicher Vater von Nelly Westphal; Belege dafür gibt es allerdings nicht.
Um die Jahrhundertwende heiratete Bertha Westphal den ein Jahr jüngeren Nicolaus Heinrich Kröger im nahe gelegenen Niendorf an der Ostsee. Sie bekamen zwischen 1903 und 1910 vier Kinder. Die achtköpfige Familie wohnte dicht am Strand in der Nagelsallee 1. Es ist bisher kein Dokument bekannt, das verlässlich Auskunft gibt über Nelly Manns Kindheit und Jugend. Lediglich ein Eintrag auf den Geburtsurkunden der beiden unehelich geborenen Schwestern belegt, dass Nicolaus Kröger seinen beiden Stieftöchtern im Jahr 1920 die Berechtigung zusprach, den Familiennamen Kröger zu tragen.
Wann Emmy Kröger das Fischerdorf verlassen hat, liegt ebenso im Dunkeln wie Zeitpunkt und Ort ihrer Ankunft in Berlin. 1929 hatte sie ihren Vornamen geändert und nannte sich Nelly. Sie wohnte im Bezirk Charlottenburg, im damaligen Vergnügungsviertel, erst zur Untermiete in der Marburger Str. 5, dann in der Kantstr. 156. Sie arbeitete als Barfrau in der „Bajadere“, einer Bar in der nahe gelegenen Kleiststraße. Vermutlich begegnete sie hier dem 27 Jahre älteren Heinrich Mann, der sich in den Berliner Etablissements gut auskannte. 1928 war er nach Berlin gezogen und hatte seine Ehefrau Maria Kanová mit der gemeinsamen Tochter Leonie in München zurückgelassen; 1930 wurde die Ehe geschieden.
Anders als sein vier Jahre jüngerer Bruder Thomas hatte Heinrich Mann von jeher ein eher unkonventionelles Leben geführt und die geistige und moralische Enge im deutschen Kaiserreich stets kritisiert. Sein bereits 1914 geschriebener, nach dem Ersten Weltkrieg veröffentlichter Roman Der Untertan, eine schonungslose Abrechnung mit dem wilhelminischen Obrigkeitsstaat, hatte ihn in der Weimarer Republik berühmt gemacht. Sein 1905 veröffentlichter Roman Professor Unrat oder Das Ende eines Tyrannen war 1930 mit Marlene Dietrich verfilmt worden und wurde unter dem Titel Der blaue Engel ein Welterfolg.
Ende der 1920er Jahre stand Heinrich Mann im Zenit seines Ruhms. Am 27. Januar 1931 wurde er zum Vorsitzenden der Sektion für Dichtkunst der Preußischen Akademie der Künste zu Berlin gewählt, einem ehrenamtlichen, aber prestigeträchtigen Amt. Politisch blieb Heinrich Mann umstritten: Von den einen als fortschrittlicher Autor gefeiert, wurde er von den anderen, besonders den aufstrebenden Nationalsozialisten, als Teil des von ihnen verachteten „Weimarer Establishments“ angefeindet.
Die Liaison zwischen Nelly Kröger und Heinrich Mann wurde zunächst nicht öffentlich bekannt. Sie besuchte ihn mehrfach bei seinen Arbeitsaufenthalten in Nizza. Dort erzählte sie ihm ihre Lebensgeschichte, was ihn nach eigener Aussage zu seinem Roman Ein ernstes Leben inspirierte. Das Buch wurde schon kurz nach Erscheinen 1933 von den Nationalsozialisten verboten, der Werdegang seiner Protagonistin aber entwickelte sich viele Jahre nach Nellys Manns Tod zu einer biographisch nicht exakten Erzählung über ihren Lebensweg.
Im Dezember 1932 bezogen Heinrich Mann und Nelly Kröger ihre erste gemeinsame Wohnung in der Fasanenstraße 61 in der Nähe des Kurfürstendamms. Am 21. Februar 1933 musste Heinrich Mann Deutschland fluchtartig verlassen, um einer drohenden Verhaftung zu entgehen. Nelly Kröger blieb allein in Berlin zurück und versuchte, Manns Geld bei den Banken vor der Beschlagnahmung zu retten. Deshalb wurde sie von der Polizei mehrfach verhört und mehrere Tage im Polizeipräsidium arretiert. Ihrem Halbbruder Walter Ewald gelang es, sie von dort freizubekommen und nach Niendorf mitzunehmen. Im April 1933 berichtete sie Heinrich Mann von ihren Verhaftungen; diese Briefe sind die ersten schriftlichen Zeugnisse von Nelly Kröger.

Heinrich Mann lebte inzwischen in Nizza. Er fühlte sich einsam und bat sie zu ihm zu kommen, warnte sie aber gleichzeitig vor den möglichen Entbehrungen eines Lebens im Exil. Ohne Ausreisegenehmigung verließ Nelly Kröger im Juni 1933 Deutschland, auf eigene Faust, vermutlich über die Ostsee nach Dänemark, denn Heinrich Mann überwies ihr aus Frankreich Geld nach Kopenhagen für die Weiterfahrt. Im Rückblick schrieb er über Nellys Ankunft in Südfrankreich im Juli 1933: 
„Sie war mir in das fremde Exil gefolgt, für sie war es mehr Exil, mehr Fremde als für mich. Sie hatte ihre Sicherheit aufgegeben, zu Hause wäre sie sicherer gewesen. Sie hatte, der Gefahr ungeachtet, Umwege durch Europa gemacht. [...] Es ist das höchste Zeichen menschlicher Anhänglichkeit, das ich jemals empfangen habe. Es war in voller Wahrheit das Glück.“

### Exil in Frankreich, 1933–1940
Den Sommer 1933 verbrachten Nelly Kröger und Heinrich Mann in dem südfranzösischen Badeort Bandol in der Nähe von Sanary-sur-Mer, das als „Hauptstadt der deutschen Literatur“ bekannt und berühmt wurde, weil ein Großteil der literarischen, künstlerischen und kulturellen Elite der Weimarer Republik dort temporär oder dauerhaft Zuflucht vor den Nationalsozialisten gesucht hatte. Nelly Kröger lernte dort Heinrich Manns Freunde und Weggefährten kennen, darunter die Schriftsteller Lion Feuchtwanger, Ludwig Marcuse, René Schickele, Arnold Zweig und Bertolt Brecht. Zu einigen der Ehefrauen fand sie freundschaftlichen Zugang, die meisten aber mokierten sich hinter ihrem Rücken über sie und das ungleiche Paar. Als Thomas Mann Nelly Kröger zum ersten Mal in Frankreich begegnete, formulierte er sofort seine Abneigung gegen die „ordinäre Freundin“ seines Bruders.
Ende September 1933 ließen sich Nelly Kröger und Heinrich Mann dauerhaft in Nizza nieder. Sie taten dies zunächst in 11, rue du Congrès, dann ab August 1934 in 121, Promenade des Anglais (zusammen mit Joseph Roth, Andrea Manga-Bell, Hermann Kesten, Toni Warowitz), ab November 1934 wieder in 11, rue du Congrès, ab Oktober 1936 in 18, rue Rossini, ab November 1938 in 2, rue Alphonse Karr. Obwohl das Leben im Exil mit finanziellen Einschränkungen und rechtlicher Unsicherheit verbunden war, bezeichneten beide im Rückblick ihre Zeit in Frankreich als die glücklichste in ihrem gemeinsamen Leben. Heinrich Mann schrieb sein bedeutendes Alterswerk, den zweibändigen Roman Die Jugend des Königs Henri Quatre und Die Vollendung des Königs Henri Quatre, der in zwei Bänden 1935 und 1938 im Exilverlag Querido erschien. Mit zahlreichen Publikationen und vielen Ehrenämtern war er die Galionsfigur des deutschsprachigen politischen Widerstands gegen Hitlerdeutschland in Frankreich. 1935 wurde er zum Vorsitzenden des Ausschusses zur Vorbereitung der deutschen Volksfront gewählt, die drei Jahre später an internen parteipolitischen Streitigkeiten scheiterte. In sein 1936 erschienenes Buch Es kommt der Tag, eine satirische Abrechnung mit dem nationalsozialistischen Deutschland, schrieb er für Nelly Kröger eine Widmung und bezeichnete sie als seine „Gefährtin im Exil“.
Nelly Kröger war zwar meist an seiner Seite und begleitete ihn zu Kongressen und Tagungen, blieb aber auch oft allein in Nizza zurück. Bald sprach sie genug französisch, um den Haushalt zu führen. Sie galt als ausgezeichnete Köchin und gute Gastgeberin, als originelle und lustige Geschichtenerzählerin, warmherzig und hilfsbereit. Das zeigen Briefe der damaligen Weggefährten Oscar Levy, Alfred Kantorowicz und seiner Frau Friedel Kantorowicz, Willi Münzenberg und seiner Lebensgefährtin Babette Gross sowie Julius Lips und seiner Ehefrau Eva Lips. Das Verhältnis zu Thomas Mann und seiner Familie hingegen blieb distanziert und angespannt.
Durch Hitlers Überfälle auf weitere europäische Nachbarländer wurde die politische Lage auch in Frankreich für die Flüchtlinge bedrohlicher. Die anfangs liberale Haltung der französischen Regierung und der Bevölkerung war zunehmendem Misstrauen gewichen, viele Gesetze wurden verschärft. Nelly Kröger, die bereits in Deutschland mit psychischen Problemen und Depressionen zu kämpfen hatte, war dem Druck immer weniger gewachsen. Ihre Krisen und ihr Alkoholkonsum nahmen zu, bis Heinrich Mann sie schließlich – vermutlich nach einem Suizidversuch – im Dezember 1938 als Notfall in die Privatklinik „Villa Constance“ in Nizza einweisen ließ. Zwei Monate blieb sie im Maison Médicale de Nice. Ihre zahlreichen, teils chaotischen Briefe an Heinrich Mann zeigen eine hilflos ihren Ängsten ausgelieferte Frau, die nicht nur befürchtet, allein zu bleiben im fremden Land, sondern auch wegen fehlender gültiger Papiere von der Fremdenpolizei nach Deutschland ausgewiesen zu werden. Heinrich Mann, dem wie seinem Bruder Thomas die tschechoslowakische Staatsbürgerschaft verliehen worden war, heiratete Nelly Kröger am 9. September 1939 in Nizza und verschaffte ihr damit den Pass eines Landes, das nach Hitlers Annexion bereits seit sechs Monaten nicht mehr existierte.
Nach der Besetzung Nordfrankreichs durch die deutsche Wehrmacht im Juni 1940 setzte eine riesige Fluchtwelle in den noch freien Süden ein. Für die Emigranten war die Lage besonders prekär, mussten sie doch befürchten, nach einem Passus in der Waffenstillstandsvereinbarung an die Deutschen ausgeliefert zu werden. Fluchtmöglichkeiten gab es kaum, die dafür erforderlichen Papiere hatten die wenigsten. Mit Hilfe der US-amerikanischen Hilfsorganisation Emergency Rescue Committee unter Leitung von Varian Fry wagten Nelly und Heinrich Mann am 12. September 1940 gemeinsam mit Golo Mann, Alma Mahler-Werfel und Franz Werfel die riskante Flucht. Über Perpignan ging es zum spanisch-französischen Grenzort Cerbère, dann mühsam über steile Fußpfade zum spanischen Grenzort Port Bou. Heinrich Mann, inzwischen 69 Jahre alt, musste von seiner Frau gestützt werden. Rückblickend äußerte er, dass er den Weg ohne ihre Hilfe und die seines Neffen Golo nicht bewältigt hätte. Mit der Eisenbahn fuhren sie nach Barcelona und nahmen von dort aus ein Flugzeug nach Lissabon. Dort konnten sie mit dem griechischen Dampfer „Hellas Nea“ eines der letzten rettenden Schiffe erreichen und kamen am 13. Oktober 1940 im New Yorker Hafen Hoboken an.

### Exil in den USA, 1940–1945
Thomas Mann, der inzwischen auch in den USA ein erfolgreicher Schriftsteller geworden war, hatte zusammen mit amerikanischen Unterstützern dafür gesorgt, dass die US-Filmindustrie emigrierten Schriftstellern befristete Jobs als Drehbuchschreiber verschaffte, um die restriktiven Einreisebestimmungen in die USA zu erfüllen. Deshalb ließen sich Nelly und Heinrich Mann schon Anfang November 1940 in Los Angeles nieder und richteten sich auf ein neues Leben in Kalifornien ein. Nach einem Jahr beendeten die Filmstudios in Hollywood die Verträge und entließen die Exilanten in die Arbeitslosigkeit. Von nun an waren Heinrich und Nelly Mann auf die Unterstützung von Hilfsorganisationen und den Bruder Thomas angewiesen. Heinrich Mann konnte sich mit dem neuen Exilland nie anfreunden, er lehnte den american way of life ebenso ab wie die Sprache und zog sich völlig aus der Öffentlichkeit zurück. Seine Bücher waren in den USA unverkäuflich, er war viel krank und die Kosten für medizinische Behandlungen hoch. Auch deshalb häuften sich immer wieder Schulden an. Nelly hingegen organisierte erneut den Alltag, brachte sich notdürftig Englisch bei und erwarb einen Führerschein. Sie besserte das Haushaltseinkommen mit schlecht bezahlten Hilfstätigkeiten auf, fuhr Milch aus, nähte Militäruniformen und arbeitete als Hilfsschwester in einem Krankenhaus.
Thomas Mann, der mit seiner Familie inzwischen ein stattliches Anwesen im Nobelviertel Pacific Palisades am Rand von Los Angeles bewohnte, machte allein Nelly für die finanzielle Misere verantwortlich. Katia Mann und die Kinder waren ebenfalls der Meinung, „die Krögersche“ könne weder mit Geld umgehen noch einen ordentlichen Haushalt führen und ihr Benehmen sei, auch alkoholbedingt, völlig inakzeptabel. Mehrfach versuchten sie, Heinrich Mann zur dauerhaften Trennung von seiner Frau zu bewegen. Er aber hielt nicht nur in unverbrüchlicher Treue an dem Zusammenleben mit ihr fest, sondern versuchte auch, sie vor allen Anschuldigungen zu schützen.

Auch die deutsche Emigrantengemeinde in Los Angeles stand Heinrich Manns Ehefrau distanziert gegenüber. Ihre Mitglieder hatten kaum Kontakt zur amerikanischen Bevölkerung und blieben weitgehend unter sich. Da machten Gerüchte und Klatsch schnell die Runde, und Nelly Manns anrüchige Vergangenheit in Berlin war immer wieder Thema unter ihnen. Nelly sah sich „eingepfercht mit Hyänen“. Alle Hoffnungen auf ein besseres Leben in den USA hatten sich zerschlagen und die Angst vor dem finanziellen Ruin war allgegenwärtig. Ihrer Freundin Salomea Rottenberg in New York berichtet sie im Oktober 1944 von ihrem Alltag; es ist das letzte schriftliche Zeugnis von ihr: 
„Die Geschäfte gehen nicht wie anfangs erwartet, die Gelder kommen in kleinen Raten und großen Abständen. Dieses Jahr haben wir zu viele Ärzte- und Krankenhauskosten gehabt, als dass wir es zahlen können. […] Ich nurse im Hospital und habe mich bei der Nachtschicht (ich muss in viele Pavillons rennen) und dem nächtlichen Heimweg von einer Stunde so erkältet, dass ich im Bett liege und Schmerzen habe. Ich kann mich nicht bewegen. Aber nur deshalb habe ich Zeit, einen schnellen Brief zu schreiben. 10 Stunden nimmt mich täglich die Abreise, Arbeit und Heimreise in Anspruch, dann die Hausarbeit, Uniform waschen, auch typewriten für meinen Mann - und ihn selbst zu besuchen. Er ist 47 miles von unserem Haus und ich muss alles mit der Car allein fahren. Da ich nie normal lebe, ist alles anstrengend für mich und bin ich mit meiner Gesundheit nie gut. […] Ich arbeite wie ein Kuli.“
Nach mehreren psychischen Zusammenbrüchen und Klinikaufenthalten hatte sie auch noch ein Gerichtsverfahren wegen Trunkenheit am Steuer zu befürchten. Konnte sie am 4. Januar 1944 nach einem Suizidversuch gerade noch gerettet werden, so endete ihr zweiter Versuch mit dem Tod. Am 17. Dezember 1944 nahm sie erneut eine Überdosis Schlaftabletten und starb noch in derselben Nacht. Ihren Mann ließ sie in Einsamkeit und großer Trauer zurück. Als Heinrich Mann am 11. März 1950 starb, wurde er wie seine Frau auf dem Woodlawn Memorial Cemetery in Santa Monica begraben, allerdings nicht neben ihrer Grabstelle. 1961 ließ seine Tochter Leonie die sterblichen Überreste ihres Vaters nach Deutschland überführen, wo die Urne in einem Staatsakt in Berlin-Ost auf dem Dorotheenstädtischen Friedhof erneut beigesetzt wurde. Am Fuß einer Stele mit der Porträtplastik des Schriftstellers erinnert eine kleine, nachträglich angebrachte Gedenktafel an „Nelly Mann, geb. Kröger 1898–1944. Der tapferen Lebensgefährtin Heinrich Manns im Exil“. Das Ehrengrab befindet sich neben dem von Bertolt Brecht und Helene Weigel. Nelly Manns Grab liegt weiterhin auf einem großen Gräberfeld in Santa Monica.

## Rezeption und Legendenbildung
Jahre nach Nelly Manns Tod setzte eine Legendenbildung über ihr Leben und Sterben ein, befeuert von Berichten zurückgekehrter Emigranten, aber auch von Thomas Mann und seiner Familie. Sie alle behaupteten, allein die unangepasste und ständig betrunkene Ehefrau Heinrich Manns habe mit ihren Eskapaden den alternden Schriftsteller in den Ruin getrieben. Romane und Biographien wiederholten das Urteil und fügten weitere abwertende Details hinzu. So entstand das Klischee einer dem Alkohol verfallenen Blondine, naiv-dümmlich, lasziv und promiskuitiv. Zudem wurde in Ermangelung konkreter Fakten über Kindheit, Jugend und erste Jahre in Berlin jener Lebensweg übernommen, den Heinrich Mann in seinem Roman Ein ernstes Leben seiner Protagonistin Marie zugeschrieben hatte. Als erster verknüpfte der Schriftsteller Joachim Seyppel in seinem 1975 erschienenen Roman Abschied von Europa Nelly Manns Lebensgeschichte mit der von Heinrich Manns Romanfigur und veröffentlichte später in zahlreichen Zeitungsartikeln immer neue vermeintliche Fakten über ihr Leben.
Seyppels Aussagen wurden in der Sekundärliteratur (Flügge 2006, Jasper 2007, Jüngling 2008) trotz gewisser Korrekturen weitgehend übernommen. Es gibt bisher weder einen Beleg dafür, dass Nelly Kröger in Lübeck eine Schneiderlehre gemacht hat, noch dass sie in Berlin bereits einmal verheiratet gewesen war und sogar ein Kind hatte, wie Seyppel von einem Zeitzeugen erfahren haben will.
Auch Seyppels 1976 veröffentlichte These, Nelly Kröger sei mit ihrem Geliebten, dem Berliner Kommunisten Rudi Carius, gemeinsam nach Frankreich geflohen, ist inzwischen durch Annette Loreys Biographie Nelly Mann. Heinrich Manns Gefährtin im Exil (2021) widerlegt. Ein von Rudolf Carius handschriftlich verfasster Lebenslauf aus dem Jahr 1946 belegt, dass er seit Hitlers Machtergreifung im Januar 1933 untergetaucht war und erst im September 1933 wegen einer drohenden Verhaftung Berlin verlassen hatte. In Absprache mit der KPD ging er illegal nach Südfrankreich und erledigte Kurierdienste im Auftrag der Partei. In Nizza traf er Nelly Kröger wieder, die ihn aus Berlin gut kannte und ihm nach ihrer Flucht im Sommer 1933 zwei Postkarten aus Südfrankreich nach Berlin geschickt hatte. 1936 schloss Rudolf Carius sich als Freiwilliger den Internationalen Brigaden zur Verteidigung der spanischen Republik an. Nelly Kröger blieb mit ihm bis zu ihrer Flucht in die USA in brieflichem Kontakt, sah ihn aber nie wieder, nachdem 1937 ein gemeinsam mit Heinrich Mann geplanter Besuch in Barcelona nicht zustande gekommen war. Carius wurde 1941 von den Nationalsozialisten aus einem französischen Internierungslager nach Deutschland gebracht. Er überlebte das Konzentrationslager Sachsenhausen bis zur Befreiung 1945. Von Nellys Manns Tod in Los Angeles erfuhr er erst 1946 brieflich durch Heinrich Mann. In der DDR wurde er später Honorarkonsul von Bolivien und erhielt als Opfer des Faschismus eine Ehrenrente.
Das wirkmächtigste Porträt von Nelly Mann schuf Heinrich Breloer 2001 in seinem Doku-Drama Die Manns – Ein Jahrhundertroman. In den frei erfundenen Spielszenen betrügt sie ihren Ehemann in Frankreich und den USA mit Zufallsbekanntschaften und provoziert bei jedem ihrer Auftritte im Kreis der distinguierten Familie Thomas Manns mit ihrem ordinären Verhalten einen Skandal, bis sie sich schließlich betrunken das Leben nimmt. Diese unzutreffende und abwertende Darstellung prägt bis heute die Wahrnehmung von Nelly Mann.

## Film
- Die Manns – Ein Jahrhundertroman. Dreiteiliger Fernsehfilm von Heinrich Breloer, 2001.